# Pudicitia

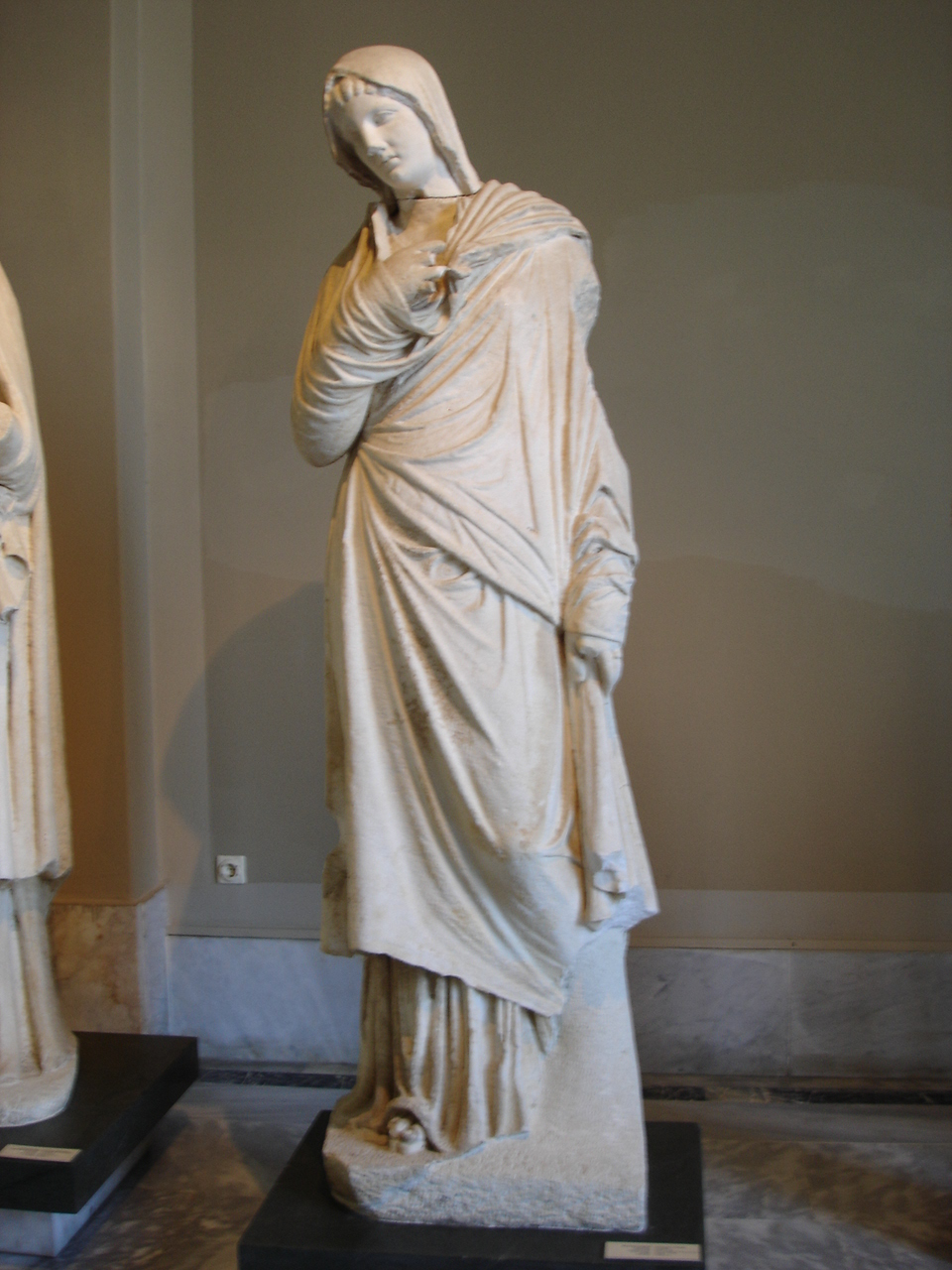
Statue d'une femme, peut-être l'impératrice Vibia Sabina, habillée comme Pudicitia.

Pudicitia est un concept central dans l'éthique sexuelle de la Rome antique. Déesse romaine, son équivalent grec est Aidôs.
Étant le plus souvent rattachée aux femmes, pudicitia pouvait l'être également aux hommes ne se conformant pas dans les normes sexuelles masculines. Son nom est dérivé du mot pudor, qui signifiait le sentiment de honte qui régissait le comportement d'un individu comme socialement inacceptable. Le contraire de pudicitia était impudicitia (« impudeur »).

## La vertu
Les Romains, les hommes comme les femmes, depuis leur enfance, sont tenus de respecter la vertu de pudicitia, un complexe idéal exploré par de nombreux auteurs anciens, dont Tite-Live, Valerius Maximus, Cicéron et Tacite. Tite-Live décrit la figure légendaire de Lucrèce comme la quintessence de pudicitia. Elle est fidèle à son mari et est modeste, en dépit de son incroyable beauté. L'histoire de Lucrèce montrerait également que plus une femme est vertueuse et attrayante, plus elle peut avoir de potentiels adultères.

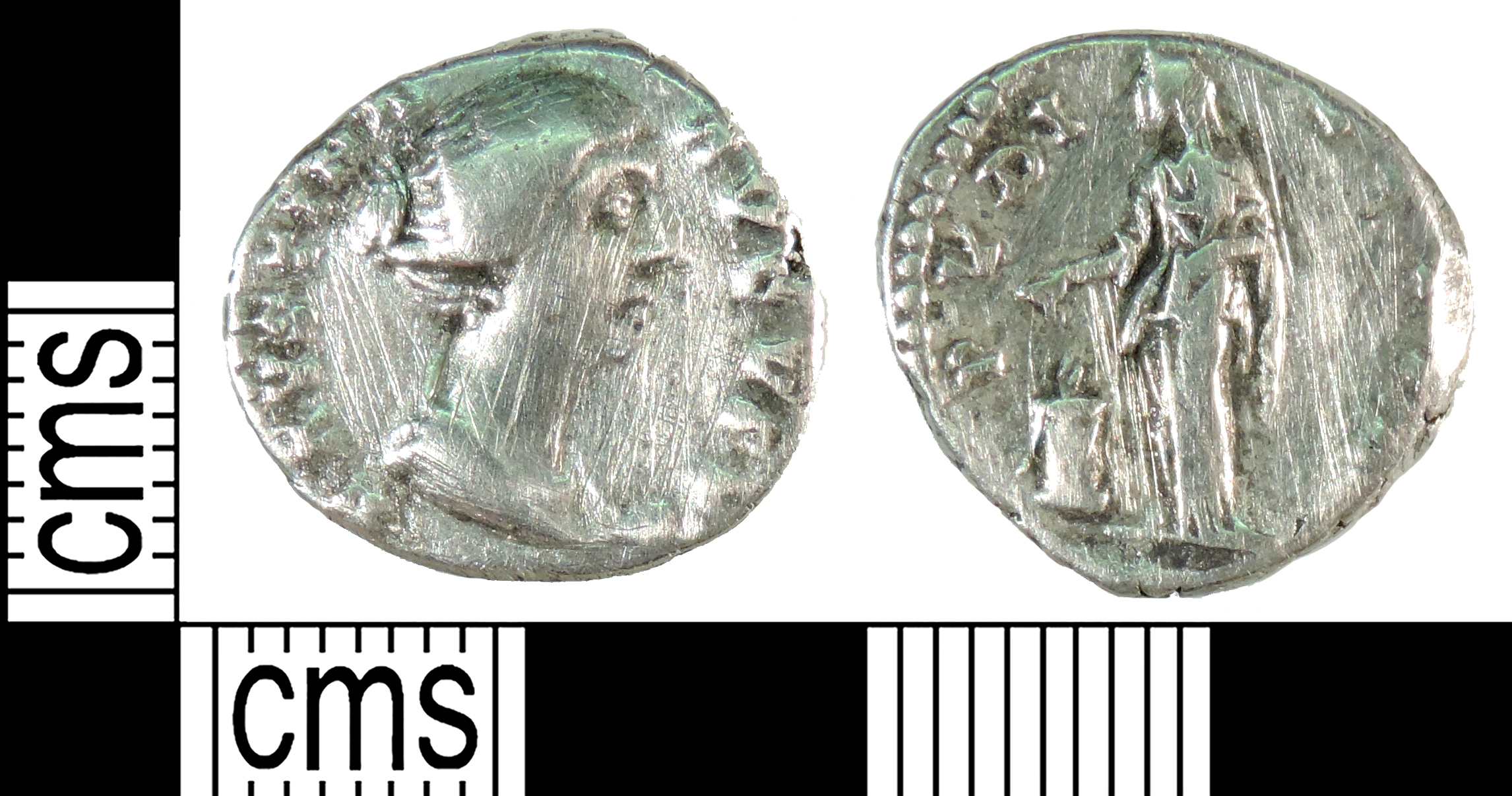
Monnaie romaine sous Marc Aurèle représentant la déesse Pudicité voilée effectuant un sacrifice, 161-175 ap. J.-C.

Pudicitia est non seulement un attribut mental mais aussi physique ; l'apparence d'une personne est considérée comme un indicateur de leur moralité. La façon dont un homme ou une femme se présente en public et les personnes qu'ils côtoient permettaient d'évaluer leur pudicitia. Par exemple, si une femme est vue associée avec d'autres hommes que son mari, les citoyens rendraient un jugement négatif sur sa pudicitia. Les Romains idéalisaient donc une femme qui n'était qu'à eux, et mariée seulement à eux (même si à l'époque de Cicéron et de Jules César, le divorce était commun). Une présentation sociale et modeste de soi indiquait une bonne pudicitia.
Selon les croyances, si un Romain n'a plus de pudicitia, il connaîtrait le chaos et la perte de son contrôle. Dans l'époque impériale, Auguste adopte un programme de législation morale pour encourager les Romains à garder leur pudicitia.

### Le culte
Selon Tite-Live, il y avait deux temples de Pudicitia à Rome. L'original était pour les matrones patriciennes seulement. Lorsque Verginia est exclue pour avoir épousé un consul plébéien, elle et un groupe de matrones plébéiennes fondent un autel dédié à Pudicitia Plebeia. Tite-Live affirmait également que le sanctuaire plébéien de Pudicitia est tombé en désuétude par la suite, après que son caractère sacré a été mis en cause.